# Madina N'Diaye
Pour les articles homonymes, voir N'Diaye.
 (janvier 2020).
Si vous disposez d'ouvrages ou d'articles de référence ou si vous connaissez des sites web de qualité traitant du thème abordé ici, merci de compléter l'article en donnant les références utiles à sa vérifiabilité et en les liant à la section « Notes et références ».
Madina N'Diaye est une auteur-compositeur-interprète malienne.